# Échopraxie

Lobe frontal en rouge (animation).

L'échopraxie (du grec : ἠχώ / ēkhō de ἠχή / ēkhē, « son », et πρᾶξις / praksis, « action, activité, pratique »), également appelée échokinésie, est une tendance involontaire spontanée à répéter ou imiter les mouvements d'un autre individu. Ce trouble est très proche de l'écholalie, la répétition involontaire des paroles d'un autre individu.
Comme cette dernière, elle peut se rencontrer dans de nombreux troubles psychiatriques et neurologiques innés et acquis (dont certains se recoupent quelquefois), notamment l'autisme, dont le syndrome d'Asperger, la schizophrénie, la catatonie, le syndrome de Gilles de La Tourette, certaines formes de dépression et le bâillement.
L'une des hypothèses explicatives de l'échopraxie tient à l'inhibition par le cortex préfrontal des commandes motrices automatiquement générées par les neurones miroirs. Cette hypothèse semble corroborée par le fait que les comportements échopraxiques sont partiellement dépendants de l'état de vigilance et de la concentration.